# Wagner Sándor
Wagner Sándor (Pest, 1838. április 16. – München, 1919. január 19.) magyar festő. Többek közt Gabriel Schachinger tanára.

## Élete
Apja Wágner Sándor tárnokmester (1803-1843), anyja nagy-megyeri Raits Mária Katalin (1803-1883).  Két nővére volt: Wágner Rozina Albertina Mária (1833-1919) és Wágner Emilia (1836-1883). Két házassága volt, két testvér:  Oldenburg Berta (1864), majd Oldenburg Mária (1874), német könyvkiadó lányai. Katolikus létére a pesti (Deák téri) evangélikus iskolába járt, ahol magyar volt az oktatás nyelve. 
Kezdetben Weber Henrik növendéke volt, ahol a rajzolás elemeit sajátította el, majd 16 évesen (1854-től) Bécsben Carl Joseph Geiger, Karl von Blaas és Karl Mayer tanároknál képezte magát, 1856 és 1864 között pedig a müncheni akadémián Peter von Cornelius mesteriskolájában és Karl von Pilotynál tanult. „Hermann von Kaulbach pedig már akkor is vonzotta messze földről az ifjú tehetségeket”.

### Korai művei
Korai művei, a Dugovics Titusz (1859, Magyar Nemzeti Galéria), Izabella búcsúja Erdélytől (1863-ban maga litografálta) a romantikus történeti festészet szellemében fogantak, az önfeláldozás és a bujdosás drámai erejű megjelenítésével.

### Akadémiai korszaka
1866-ban a Müncheni Képzőművészeti Akadémia tanára lett, s bár ezután is szívesen nyúlt hazai, főleg a népéletből vett témákhoz (Huszárbravúr, Debreceni csikósverseny), művészete egyre inkább külsődlegessé vált, megfelelt a bajor akadémia szellemének. Nagy visszhangja volt a Münchenben festett óriási panorámafestményének, amely Nagy Konstantin császár bevonulását jelenítette meg..  Gyakran járt itthon és Olaszországban is. Ugyancsak konzervatív a Pesti Vigadó számára készített Mátyás legyőzi Holubárt című falképe (megsemmisült), amely egykori tanára, Piloty hatását tükrözi. Ha távol állt is tőle minden újítás, kiváló mesterségbeli tudását tanárként is kamatoztatta. Tanítványa volt – többek között – Szinyei Merse Pál és Gabriel Schachinger is.
Emlegetnek egykönyves írókat az irodalomban, ennek a típusnak a megfelelője Wagner Sándor a festészetben, aki a Dugovics Titusz önfeláldozása c. egyetlen művével vonult be igazán a művészettörténetbe, ezen alkotáson keresztül érzékelte a magyar ifjúság nemzedékeken át a magyarok törökellenes, hősies küzdelmét.
Amikor kinevezték professzorrá 1866-ban, legnagyobb fájdalmára le kellett mondania magyar állampolgárságáról: 

„nehéz kérdés előtt állottam. A müncheni tanári hivatal fenntartása a bajor indigenátus megszerzéséhez volt kötve… tanári állásom és a honpolgárságom között kellett választanom. A magyar kormányhoz hiába folyamodtam annak fenntartása végett, és így fájdalmas lelki tusa után elszántam magam e nagy áldozatra. Ezen életemre nézve a döntő lépést megkönnyítette az a gondolat, hogy hazai művészetünk fejlődésére nagyobb befolyással lehet a müncheni tanár, mint a magyar honpolgár ”

## Galéria

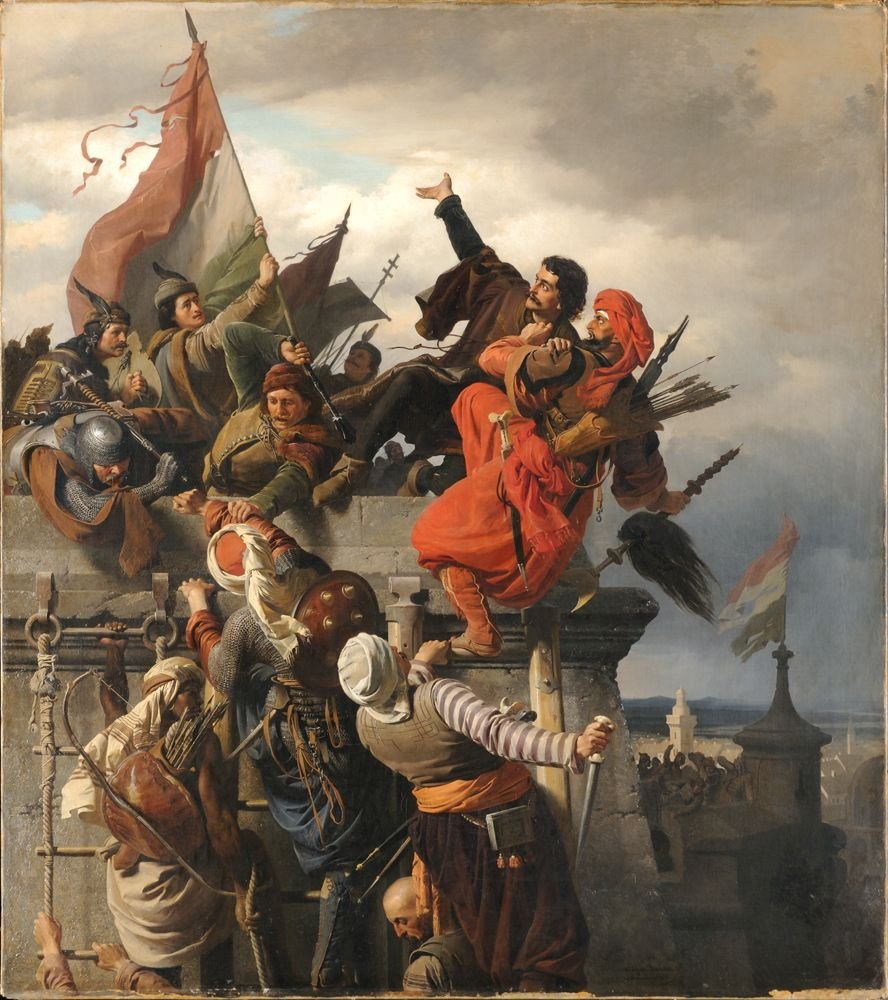
Dugovics Titusz önfeláldozása
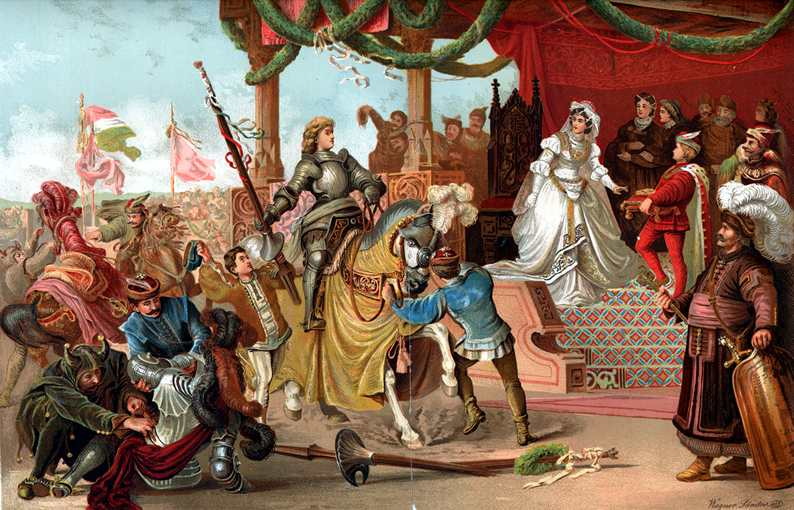
Mátyás király legyőzi Holubárt
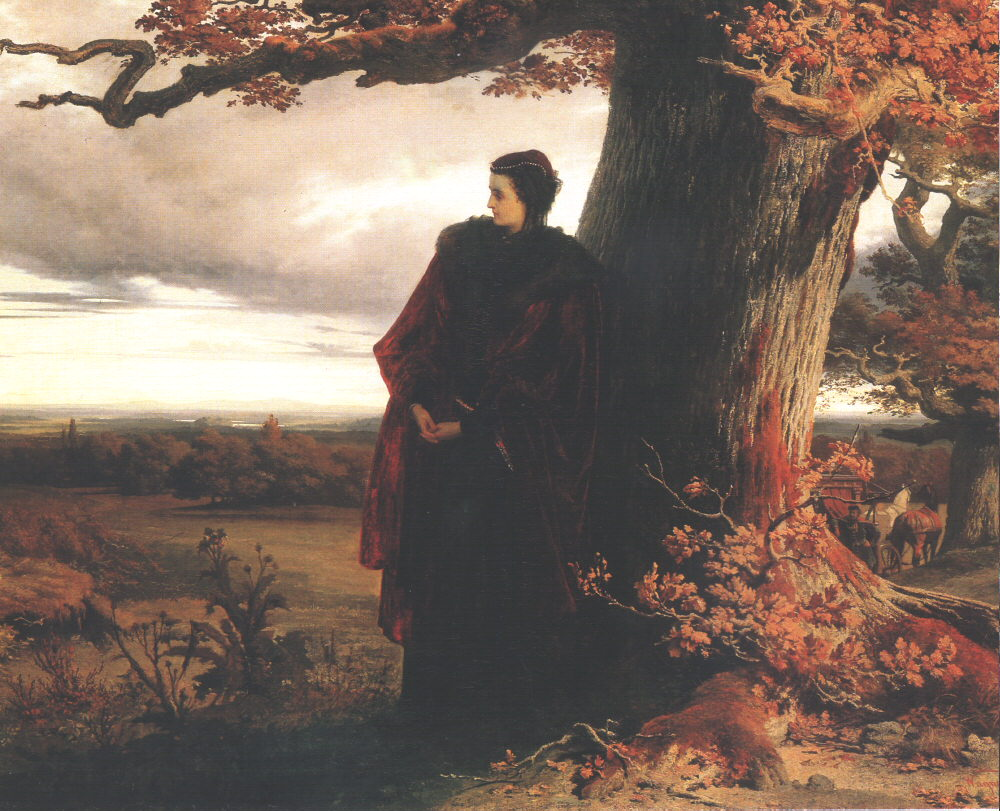
Izabella királyné búcsúja Erdélytől
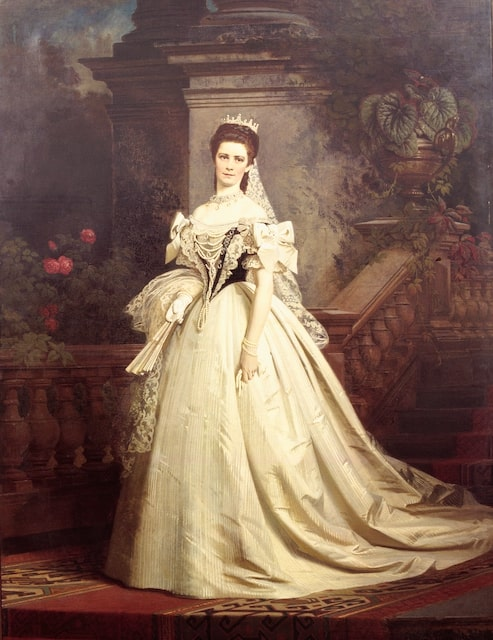
Erzsébet királyné, osztrák császárné koronázási díszmagyarjában